# Steve Lenagh
Steven Michael „Steve“ Lenagh (* 21. März 1979 in Durham) ist ein ehemaliger englischer Fußballspieler.

## Karriere
Lenagh gehörte als Trainee (dt. Auszubildender) dem Erstligisten Sheffield Wednesday an, bevor er im November 1997 aus seinem Vertrag entlassen wurde und sich dem Drittligisten FC Chesterfield anschloss. Bei Chesterfield erhielt Lenagh nur monatsweise gültige Verträge und spielte zunächst in der Reservemannschaft. Bei einer 0:1-Niederlage gegen Grimsby Town in der Football League Trophy kam er im Dezember 1997 erstmals in einem Pflichtspiel des Profiteams zum Einsatz, von März bis Mai 1998 schlossen sich drei Einsätze als Einwechselspieler in der Second Division an. Zur Spielzeit 1998/99 erhielt er einen Jahresvertrag bei Chesterfield und gehörte zunächst weiterhin der Reservemannschaft an. Um Weihnachten 1998 wurde Lenagh, eigentlich in der Innenverteidigung oder im Mittelfeld eingesetzt, während einer Verletztenmisere von Trainer John Duncan mehrfach als Stürmer aufgeboten und zeigte dabei auf der für ihn ungewohnten Position ansprechende Leistungen. Im April folgte bei einem 2:1-Heimsieg gegen York City sein erstes Pflichtspieltor.
Zur Saison 1999/2000 schloss er sich dem in der Third Division spielenden AFC Rochdale an. Auch bedingt durch eine langwierige Verletzung blieb er ohne Pflichtspieleinsatz und saß im Saisonverlauf nur vier Mal auf der Ersatzbank; die beiden Innenverteidigerpositionen waren durch Keith Hill, Mark Monington und Dave Bayliss besetzt. Ab der Saison 2000/01 spielte er in der fünfklassigen Football Conference für Kettering Town und war zeitweise auch an den FC King’s Lynn verliehen. Auch nach dem Abstieg von Kettering in die Southern Football League gehörte Lenagh weiterhin zum Kader und hatte entscheidenden Anteil am Meistertitel 2000/01 und dem damit verbundenen direkten Wiederaufstieg. Daneben spielte er mit dem Klub auch im Erstrundenspiel des FA Cups 2001/02 gegen den Viertligisten Cheltenham Town, als der Außenseiter den Großteil der ersten Halbzeit in Führung lag, am Ende die Partie aber mit 1:6 verlor.
Zur Saison 2002/03 schloss er kurzzeitig Ilkeston Town an, wechselte aber nur wenig später zu Hucknall Town in die Northern Premier League. Bei Hucknall wurde er im März 2003 wegen „mangelhaften und unprofessionellen Verhaltens“ entlassen und schloss sich dem eine Spielklasse tiefer spielenden Verein Leek Town an, bei dem aber kein Einsatz verzeichnet ist. Im August 2003 trat er Stalybridge Celtic bei, nur einen Monat später wechselte er zu den Gresley Rovers in der Southern League, bei denen er die Saison 2003/04 bestritt. Nach seiner Laufbahn als Fußballprofi trat er in den Polizeidienst ein, im Dezember 2003 gehörte er einer britischen Fußball-Gefängnisauswahl an.